# Dammartin-en-Serve
Dammartin-en-Serve és un municipi francès, situat al departament d'Yvelines i a la regió de Illa de França. L'any 2007 tenia 988 habitants.
Forma part del cantó de Bonnières-sur-Seine, del districte de Mantes-la-Jolie i de la Comunitat de comunes del Pays Houdanais.

## Demografia

### Població
El 2007 la població de fet de Dammartin-en-Serve era de 988 persones. Hi havia 354 famílies, de les quals 64 eren unipersonals (28 homes vivint sols i 36 dones vivint soles), 99 parelles sense fills, 151 parelles amb fills i 40 famílies monoparentals amb fills.
La població ha evolucionat segons el següent gràfic:
Habitants censats

### Habitatges
El 2007 hi havia 405 habitatges, 356 eren l'habitatge principal de la família, 26 eren segones residències i 23 estaven desocupats. 370 eren cases i 31 eren apartaments. Dels 356 habitatges principals, 322 estaven ocupats pels seus propietaris, 29 estaven llogats i ocupats pels llogaters i 5 estaven cedits a títol gratuït; 5 tenien una cambra, 13 en tenien dues, 30 en tenien tres, 78 en tenien quatre i 231 en tenien cinc o més. 268 habitatges disposaven pel capbaix d'una plaça de pàrquing. A 137 habitatges hi havia un automòbil i a 208 n'hi havia dos o més.

### Piràmide de població
La piràmide de població per edats i sexe el 2009 era:
| Homes | Edats   | Dones |
| ----- | ------- | ----- |
| 0     | 95 o +  | 0     |
| 0     | 90 a 94 | 0     |
| 8     | 85 a 89 | 4     |
| 0     | 80 a 84 | 12    |
| 24    | 75 a 79 | 12    |
| 8     | 70 a 74 | 20    |
| 16    | 65 a 69 | 12    |
| 8     | 60 a 64 | 4     |
| 8     | 55 a 59 | 24    |
| 60    | 50 a 54 | 32    |
| 24    | 45 a 49 | 40    |
| 36    | 40 a 44 | 24    |
| 72    | 35 a 39 | 68    |
| 12    | 30 a 34 | 40    |
| 8     | 25 a 29 | 24    |
| 20    | 20 a 24 | 8     |
| 28    | 15 a 19 | 16    |
| 48    | 10 a 14 | 76    |
| 52    | 5 a 9   | 64    |
| 24    | 0 a 4   | 24    |

## Economia
El 2007 la població en edat de treballar era de 667 persones, 515 eren actives i 152 eren inactives. De les 515 persones actives 482 estaven ocupades (257 homes i 225 dones) i 34 estaven aturades (13 homes i 21 dones). De les 152 persones inactives 41 estaven jubilades, 77 estaven estudiant i 34 estaven classificades com a «altres inactius».

### Ingressos
El 2009 a Dammartin-en-Serve hi havia 371 unitats fiscals que integraven 1.050,5 persones, la mediana anual d'ingressos fiscals per persona era de 22.723 €.

### Activitats econòmiques
Dels 47 establiments que hi havia el 2007, 1 era d'una empresa extractiva, 2 d'empreses alimentàries, 3 d'empreses de fabricació d'altres productes industrials, 9 d'empreses de construcció, 8 d'empreses de comerç i reparació d'automòbils, 2 d'empreses de transport, 2 d'empreses d'hostatgeria i restauració, 3 d'empreses d'informació i comunicació, 1 d'una empresa financera, 6 d'empreses immobiliàries, 5 d'empreses de serveis, 4 d'entitats de l'administració pública i 1 d'una empresa classificada com a «altres activitats de serveis».
Dels 18 establiments de servei als particulars que hi havia el 2009, 1 era una oficina de correu, 2 tallers de reparació d'automòbils i de material agrícola, 4 guixaires pintors, 1 fusteria, 1 lampisteria, 3 electricistes, 1 perruqueria, 2 restaurants, 2 agències immobiliàries i 1 saló de bellesa.
Dels 3 establiments comercials que hi havia el 2009, 2 eren fleques i 1 una joieria.
L'any 2000 a Dammartin-en-Serve hi havia 8 explotacions agrícoles.

## Equipaments sanitaris i escolars
L'únic equipament sanitari que hi havia el 2009 era una farmàcia.
El 2009 hi havia una escola elemental.

## Poblacions més properes
El següent diagrama mostra les poblacions més properes.